# Saint-Étienne-la-Thillaye
Saint-Étienne-la-Thillaye is een gemeente in het Franse departement Calvados (regio Normandië) en telt 437 inwoners (1999). De plaats maakt deel uit van het arrondissement Lisieux.

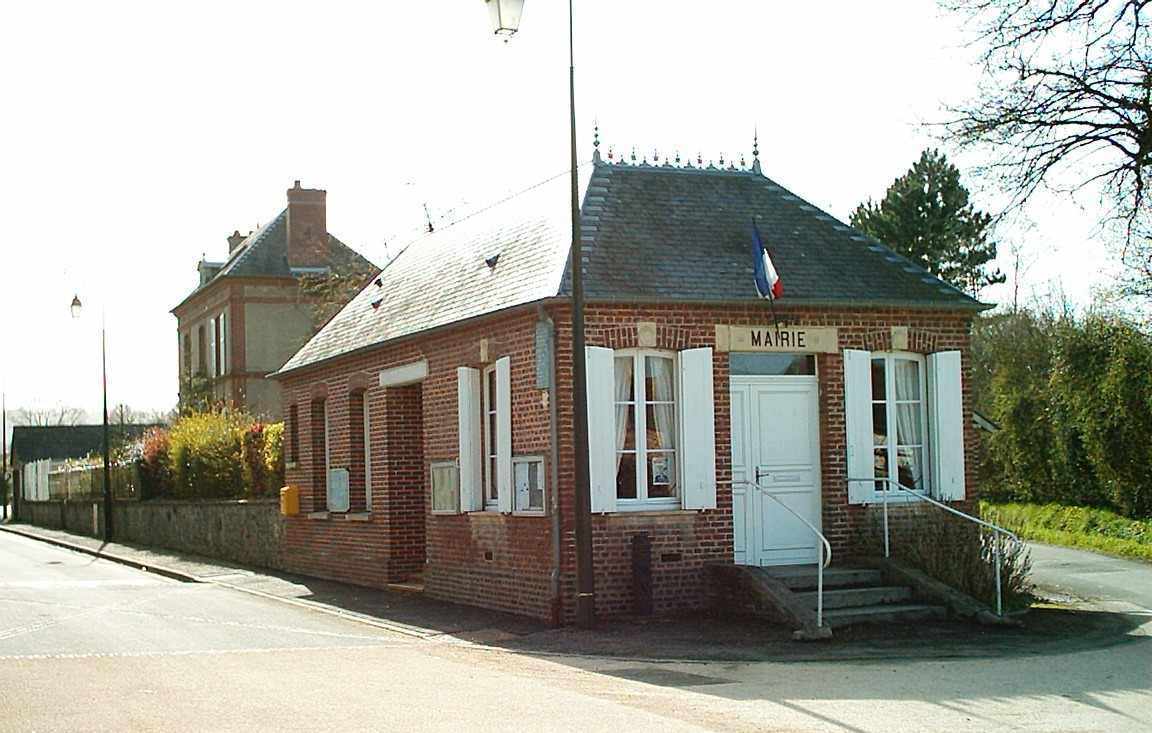
Gemeentehuis
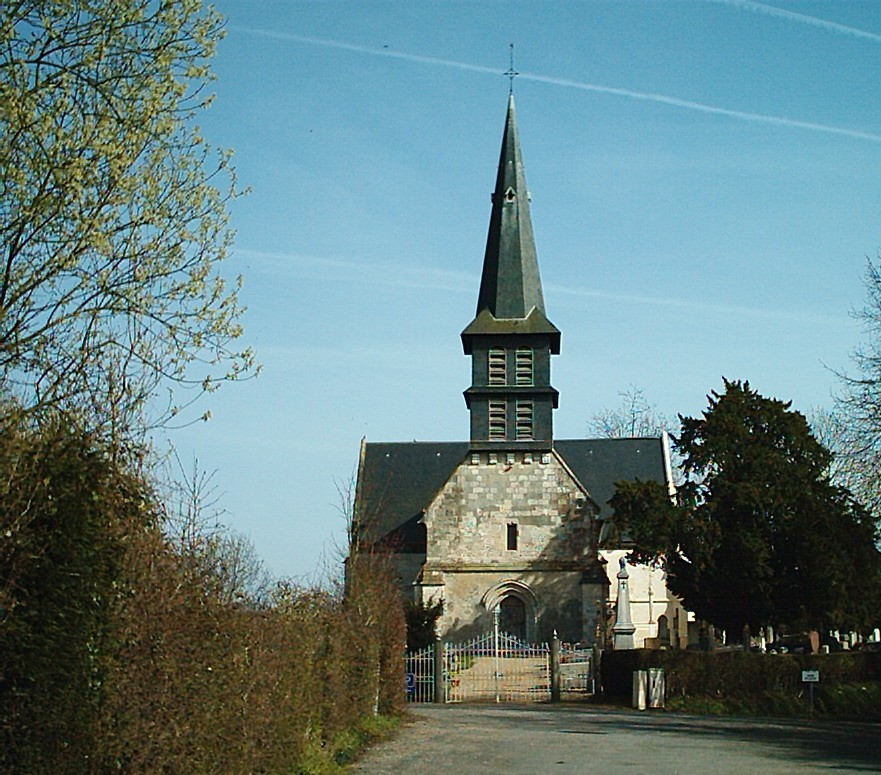
Kerk van Saint-Étienne-la-Thillaye
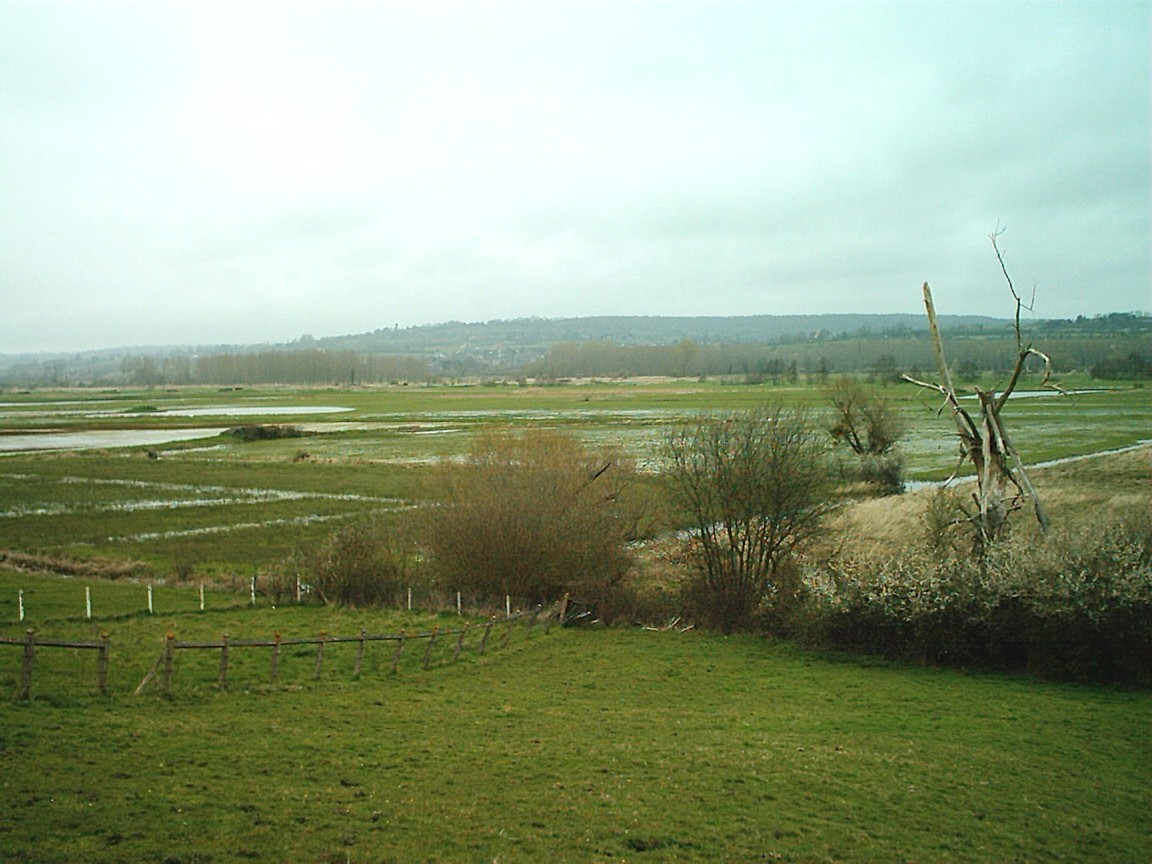
Omgeving van Saint-Étienne-la-Thillaye

## Geografie
De oppervlakte van Saint-Étienne-la-Thillaye bedraagt 12,5 km², de bevolkingsdichtheid is 35,0 inwoners per km².
De onderstaande kaart toont de ligging van Saint-Étienne-la-Thillaye met de belangrijkste infrastructuur en aangrenzende gemeenten.

## Demografie
Onderstaande figuur toont het verloop van het inwonertal (bron: INSEE-tellingen).
Vanwege een beveiligingsprobleem met de MediaWiki Graph-software is het momenteel niet mogelijk deze grafiek weer te geven. Zodra de software is bijgewerkt zal de grafiek vanzelf weer zichtbaar worden.